# Sabaria
Para la antigua ciudad romana llamada Savaria, véase Szombathely.

Localización de Sabaria (560).

Sabaria era un territorio semiautónomo, entre los reinos Suevo y Visigodo, en los siglos IV y VI que ocuparía la zona que va de Benavente a Salamanca y de Sayago a Simancas.
Dicha semiautonomía se reflejaría en la acuñación de moneda propia, aunque este aspecto parece crear una cierta confusión con la ceca visigoda de Senimure-Semure, la actual ciudad de Zamora.

## Localización
La localización de este territorio se ha identificado repetidas veces con la actual Peñausende de la provincia de Zamora, situándola en el camino de 632 millas que comunicaba Mérida con Caesaraugusta, y concretamente entre las localidades de Salmanticae (Elmandica, Salmantica, Salamanca) y Ocelo Duri (Zamora).
Sin embargo, existen otras teorías que aunque minoritarias, relacionan este topónimo con la mansio “Sibarim” en la vía 24 del “Itinerario de Antonio”, entre Helmántica y Ocelo Durii, que suele identificarse con Torre de Sabre (Zamora) o situándola en una zona situada entre los Trás-os-Montes y la provincia de Zamora, alrededor del río Sabor, afluente de la derecha del río Duero.

## Origen
En cuanto a sus habitantes, se los hace descender de:
- La tribu astur cismontana (astures augustanos) de los sappos.
- La tribu astur cismontana de los superati, localizados en la zona norte de la provincia de Zamora.

## Historia
En el año 572, el rey suevo Miro ataca a sappos y runcones, en un movimiento previo al ataque contra los visigodos.
El año 573, Leovigildo procede contra “los sappos de Sabaria” y conquista la zona, como paso previo a la conquista del Reino Suevo.
En el año 576 Leovigildo arrasa la zona (destrucción de Sabaria, demolición de las fortificaciones de Zamora,...) como medida preventiva ante la definitiva conquista del Reino Suevo, aunque diversos problemas internos aplazan esa intervención hasta el año 585.